# 선 컨트리 항공
선 컨트리 항공(영어: Sun Country Airlines)은 미국의 저비용 항공사로 본사는 미국 미네소타주 민도타하이츠에 위치해 있으며 1982년에 설립했다. 또한 사용하고 있는 허브 공항으로 미니애폴리스 세인트폴 국제공항이 있다.

## 보유 기종
- 2020년 5월 기준으로 선 컨트리 항공은 다음과 같은 기종을 보유하고 있으며 평균 기령은 10.2년이다.[1][2]

## 사진

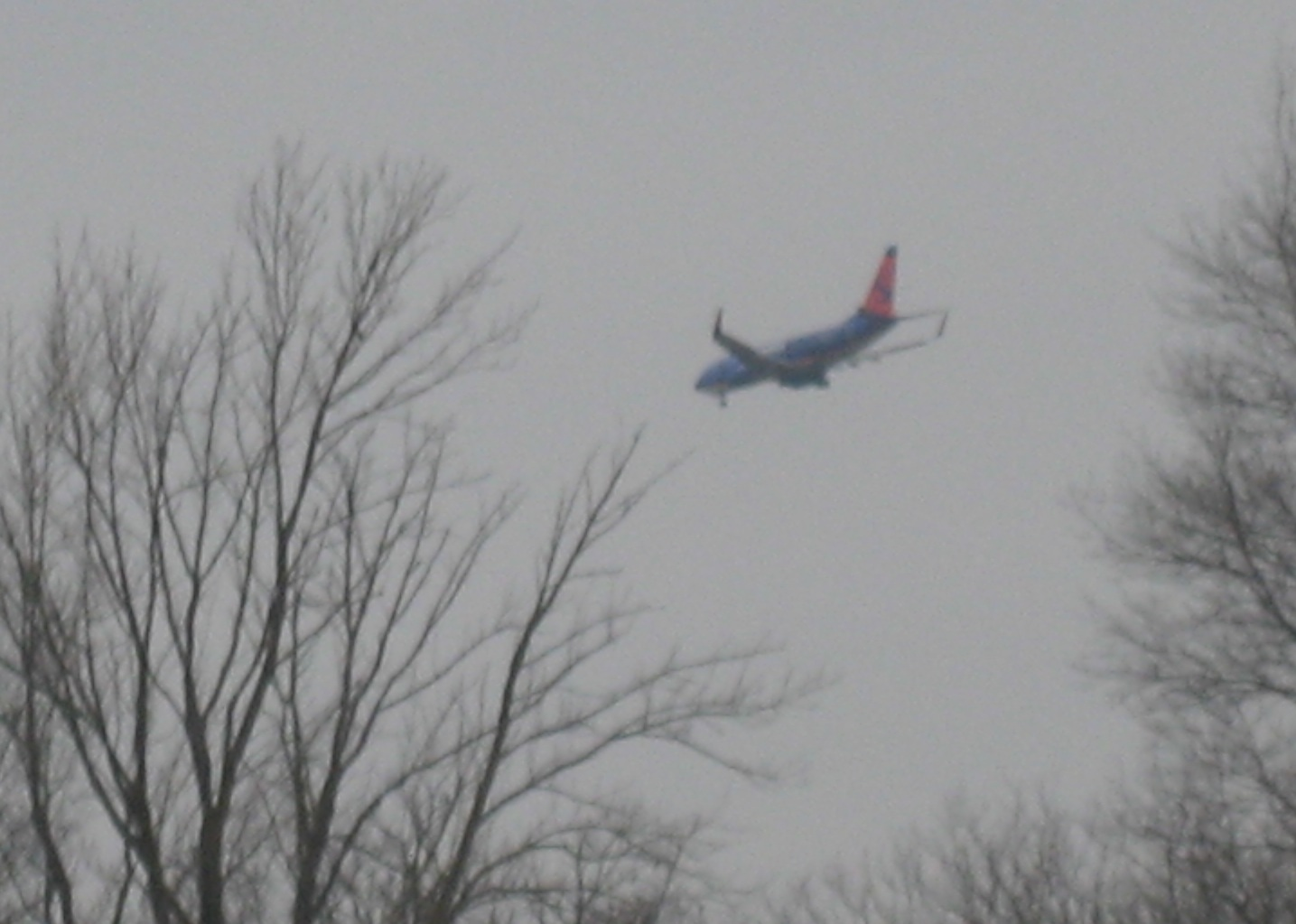
선 컨트리 항공의 보잉 737-700
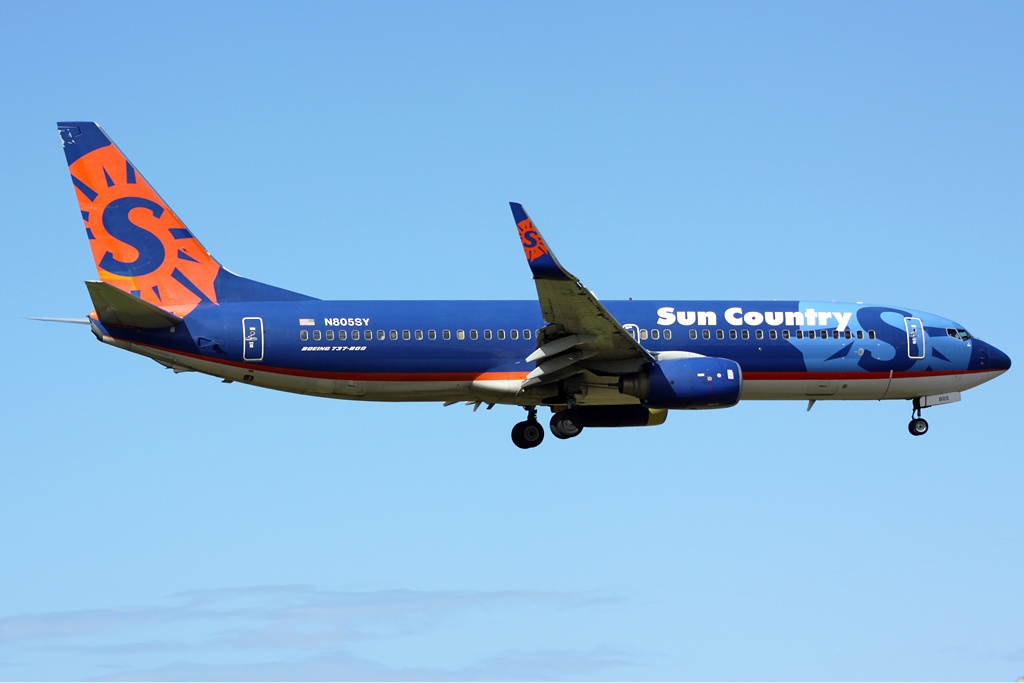
선 컨트리 항공의 보잉 737-800